# プリン塩基

図1. 主なプリン誘導体。プリン、アデニン、グアニン、ヒポキサンチン、キサンチン、テオフィリン、テオブロミン、カフェイン、尿酸、イソグアニン

プリン塩基（プリンえんき、英: purine base）は、プリン骨格を持った核酸塩基である。つまり、プリン環を基本骨格とする生体物質で核酸あるいはアルカロイドの塩基性物質である。プリン体（プリンたい）とも総称される。
核酸塩基であるアデニン(図1.2)、グアニン(図1.3)などヌクレオシド/ヌクレオチド以外にもNADやFADの成分として、あるいはプリンアルカロイドのカフェイン(図1.7)、テオブロミン(図1.6)などが知られている。

## 食品におけるプリン体
食品中では旨味の成分であり、核酸中に多く含まれる。そのため細胞数の多いもの、細胞分裂の盛んな組織に多く存在する。プリン体の多い食品としては、以下のものが挙げられる。
| 種別         | 種別                 | mg      |
| 肉類         | 鶏肉（レバー）       | 312.2   |
| 肉類         | 牛肉（レバー）       | 219.8   |
| 肉類         | 鶏肉（もも）         | 122.9   |
| 魚介類・干物 | 煮干し               | 746.1   |
| 魚介類・干物 | カツオ               | 211.4   |
| 魚介類・干物 | クルマエビ           | 195.3   |
| 卵           | 鶏卵                 | 0       |
| 卵           | うずら               | 0       |
| 卵           | 明太子               | 159.3   |
| 卵           | イクラ               | 3.7     |
| 海藻類       | 乾燥わかめ           | 262.4   |
| 乳製品       | 牛乳                 | 0       |
| 乳製品       | チーズ               | 5.7     |
| 野菜・豆類   | 干し椎茸             | 379.5   |
| 野菜・豆類   | 乾燥大豆             | 172.5   |
| 野菜・豆類   | 納豆                 | 113.9   |
| 健康食品     | DNA/RNA              | 21493.6 |
| 健康食品     | クロレラ             | 3182.7  |
| 健康食品     | ローヤルゼリー       | 403.4   |
| その他       | 豚骨ラーメン(スープ) | 32.7    |

なお、日本ではプリン体含有量が低いことを謳ったビール類が宣伝されており、このため逆説的に酒類にプリン体が多く含まれているというイメージを持たれることがある。しかし、アルコール飲料としては比較的含有量の多いビールでも3mg/100mLから16.6mg/100mL程度であり、他の食品に比べて高いものではない。特に焼酎やウイスキー、ウォッカ、ジン、ブランデー、ラムなどの蒸留酒では1mg/100mL以下である。ただし、プリン体の多少に関わらずアルコール摂取は尿酸値を上昇させるため、痛風の場合はアルコール飲料の摂取は少ない方が好ましい。また、菓子の「プリン」はプディング（英: pudding）からの転訛で、「プリン塩基」や「プリン体」のプリン（英: purine）とは別語源である。

## プリン代謝
プリン代謝は核酸塩基の同化作用という意味合いの他、特に陸棲の動物においては、尿素を生成するオルニチン回路と共に体内の過剰な窒素の排泄作用においても重要である。したがって、プリン代謝には、核酸の新生経路（デノボ経路、de novo pathway）および核酸のサルベージ経路 (salvage pathway) の他に尿酸合成を介して尿素(図1.8)を生成する経路が知られている。

### 生合成
プリン塩基の生合成には、新生経路とサルベージ経路の二系統のプリン塩基合成経路が存在する。
新生経路はホスホリボシル二リン酸を出発物質として、グルタミン、グリシン、アスパラギン酸からリボースリン酸上にプリン骨格を構築し、中間体のイノシン酸を生成する。その後は、アスパラギン酸由来のアミノ基が導入されてアデニル酸（AMP）が、グルタミン由来のアミノ基が導入されてグアニル酸（GMP）が生成する。
一方、アデニンホスホリボシルトランスフェラーゼ (EC 2.4.2.7) やヒポキサンチン-グアニンホスホリボシルトランスフェラーゼにより、分解されたプリン塩基からヌクレオチドを再生するサルベージ経路からも生合成される。

### 分解
イノシン酸からヒポキサンチン-グアニンホスホリボシルトランスフェラーゼによって生成するヒポキサンチン(図1.4)はサルベージ経路で再生される一方、キサンチンオキシダーゼ(EC 1.17.3.2)により尿酸(図1.8)が生成される。尿素排泄型の動物においては尿酸はいくつかの酵素によりアラントインを経由して尿素まで分解される。

## プリンヌクレオシド / プリンヌクレオチド
プリン塩基を持つ代表的なプリンヌクレオシドおよびプリンヌクレオチドの一覧を次に示す。
| 塩基     | 略号 | 構造式 | DNA or RNA  | ヌクレオシド | リボヌクレオチド                                                           | デオキシリボヌクレオチド                                                                              |
| -------- | ---- | ------ | ----------- | ------------ | -------------------------------------------------------------------------- | --- |
| アデニン | A    |        | DNA and RNA | アデノシン   | アデノシン一リン酸 (AMP) アデノシン二リン酸 (ADP) アデノシン三リン酸 (ATP) | デオキシアデノシン一リン酸 (dAMP) デオキシアデノシン二リン酸 (dADP) デオキシアデノシン三リン酸 (dATP) |
| グアニン | G    |        | DNA and RNA | グアノシン   | グアノシン一リン酸 (GMP) グアノシン二リン酸 (GDP) グアノシン三リン酸 (GTP) | デオキシグアノシン一リン酸 (dGMP) デオキシグアノシン二リン酸 (dGDP) デオキシグアノシン三リン酸 (dGTP) |

### 書籍
- 長倉三郎 ほか（編）「プリン塩基」『岩波理化学辞典』第5版、CD-ROM版、岩波書店、1998年。
- 八杉龍一 ほか（編）「プリン塩基」「プリン生合成」「プリン代謝」『岩波生物学辞典』第4版、CD-ROM版、岩波書店、1998年。
- 柳田充弘「プリン塩基」『世界大百科事典』CD-ROM版、平凡社、1998年。

### ウェブサイト
1. ↑  食品中のプリン体含有量　一覧表／食品・飲料中のプリン体含有量／公益財団法人痛風財団
2. ↑  アルコール飲料中のプリン体含有量／食品・飲料中のプリン体含有量／公益財団法人痛風財団

- 栄養・生化学辞典『プリン塩基』 - コトバンク